# Доза (аул)
Доза (чечен. Дуоза) — покинутый аул в Галанчожском районе Чеченской Республики. Входит в Мелхйистинское сельское поселение.

## География
Аул расположен на правом берегу реки Аргун у устья речки Хемелчу, на границе с Грузией, к югу от районного центра Галанчож.
Ближайшие населённые пункты: на север-западе — аулы Меши, Камалхи и Коротах, на севере — аул Басты, на северо-востоке — аул Хайхи, на юго-востоке — аул Пуога.

## История
Аул Доза ликвидирован в 1944 году во время депортации чеченцев. После восстановления Чечено-Ингушской АССР в 1956 году чеченцам было запрещено селиться в данном районе.